# Mathilda (roman)
Pour les articles homonymes, voir Mathilda.
Mathilda (titre original : Mathilda ou Matilda) est un roman court de Mary Shelley, écrit entre les mois d'août 1819 et février 1820, publié en 1959.
Il aborde les thèmes de l'inceste et du suicide.

## Contexte
Ecrire cette nouvelle permet à Mary Shelley de surmonter le deuil de sa fille Clara, décédée à l’âge d’un an à Venise en 1818, puis de son fils William, décédé à trois ans à Rome en 1819. La perte de ses enfants plonge Mary Shelley dans une dépression qui la distancie émotionnellement et sexuellement de son mari Percy Shelley et la laisse, comme celui-ci le formule, « sur le foyer du pâle désespoir ».

## Intrigue
Depuis son lit de mort, Matilda, une jeune femme d’à peine vingt ans, écrit son histoire afin d’expliquer le pourquoi de ses actes à son unique ami, le jeune poète Woodville. Le récit suit son éducation solitaire et culmine avec l'aveu de l'amour incestueux qu'éprouve pour elle son père (dont le nom est tu). Le suicide consécutif de ce dernier, par noyade, suscite sa culpabilité et entraîne son propre dépérissement. Elle se retire de la société pour vivre recluse à la campagne, où elle développe une amitié avec Woodville. Toutefois, son affection ne suffit pas à lui redonner goût à la vie. Elle se laisse alors mourir, seule mais enfin en paix.
Le roman, rédigé à la première personne, se présente comme la réponse de Matilda à un interlocuteur précis, et à sa question posée avant le début du roman : « Vous m'avez souvent demandé la cause de ma vie solitaire, de mes larmes et, par dessus tout, de mes impénétrables et cruels silences ». Très vite, le lecteur comprend que Matilda est sur son lit de mort, seule raison pour laquelle elle s'apprête à révéler son sombre secret. 
Le récit de Matilda évoque tout d’abord la relation entre ses parents, qui se fréquentent depuis l’enfance. Son père trouve en Diana le réconfort nécessaire à l'occasion du décès de sa propre mère et ils se marient peu après. L'influence de Diana le transforme ; elle le rend plus tendre et plus stable. Malheureusement, un peu plus d’un an plus tard, la naissance de Matilda coûte la vie à Diana. Son père sombre alors dans une dépression profonde. Sa sœur les rejoint en Angleterre et l’aide à s’occuper de l'enfant. Mais devenu incapable d’assumer ses responsabilités, le père les quitte un mois après le décès de sa femme, et il confie Matilda à sa tante qui se charge alors de son éducation.
Matilda écrit à Woodville que, bien que l'éducation reçue de sa tante ait été empreinte de froideur, elle n’a jamais été négligée. Elle a pu occuper ses journées entre la lecture et ses escapades autour du domaine de sa tante, situé près du Loch Lomond en Écosse. Le jour de ses seize ans, sa tante reçoit une lettre de son père, exprimant le désir de revoir sa fille. Matilda décrit la béatitude des trois premiers mois qu’ils passent ensemble, une parenthèse vite refermée : sa tante meurt subitement, et Matilda repart vivre avec son père à Londres.
Peu avant la révélation, Matilda observe chez son père une humeur exécrable lorsqu'elle est courtisée par des jeunes gens. Troublée par son amertume croissante, elle projette de lui faire retrouver le caractère qu'elle lui connaissait. Elle l'invite à une promenade dans les bois environnants, au cours de laquelle elle exprime ses inquiétudes et son désir de renouer avec leur relation initiale. Son père l'accuse alors d'être « présomptueuse et très irréfléchie ». Comme elle insiste, il finit par avouer les sentiments incestueux qu’elle éveille en lui. Effondré par ce aveu, il perd connaissance tandis qu’elle regagne seule la maison. Le lendemain matin, elle découvre une lettre dans laquelle il annonce son départ. Elle comprend aussitôt qu’il projette de se donner la mort, et se lance à sa recherche pour tenter de l’arrêter. Mais quand elle finit par le retrouver, il est trop tard : il s'est noyé.
Après le décès de son père, Matilda retourne un temps à la vie en société, car elle a contracté une maladie durant sa poursuite vaine. Mais incapable de reprendre une existence mondaine, elle simule sa propre mort afin de ne pas être recherchée, et s’installe dans une petite maison solitaire au cœur de la lande. Durant deux ans, elle a pour seule compagnie la domestique qui vient occasionnellement s’occuper de la maison, jusqu’à ce que Woodville s’installe à proximité.
Woodville est un poète endeuillé par la perte de sa fiancée, Elinor. Une amitié se développe entre lui et Matilda. Il lui demande souvent pourquoi elle ne sourit jamais, mais elle reste évasive sur les raisons de sa profonde tristesse. Un jour, Matilda se procure du poison et propose à Woodville, pour mettre fin à leur affliction commune, de se suicider avec elle. Il parvient à la convaincre d’abandonner cette idée, mais peu après, il est contraint de quitter la région, appelé au chevet de sa mère souffrante. Désormais seule, Matilda contemple l’avenir qui se présente à elle. Elle erre dans la lande, se perd et passe la nuit dehors, sous la pluie. Lorsqu’elle parvient à regagner sa maison, elle est gravement malade. C’est dans ces circonstances qu’elle entreprend d’écrire à Woodville le récit de sa vie, afin de lui expliquer les causes de son désespoir. Une fois son témoignage achevé, elle se laisse mourir, trouvant enfin la paix.

## Critique
Les commentateurs ont souvent considéré le roman comme autobiographique. Les trois personnages principaux correspondraient donc à Mary Shelley, William Godwin (son père) et le poète Percy Shelley (son mari). Il n’existe cependant aucune preuve concrète que la trame corresponde aux événements de la vie de l’autrice. L’analyse du premier jet de Matilda, intitulé « The Fields of Fancy » révèle que Mary Shelley a pris comme point de départ le projet inachevé de sa mère Mary Wollestonecraft, « The Cave of Fancy », dans lequel une petite fille perd sa mère dans un naufrage. Comme Mary Shelley elle-même, Matilda idéalise sa défunte mère. Selon l’éditrice Janet Todd, son absence dans les dernières pages du roman suggère que la mort de Matilda les réunit, permettant l'union avec son père décédé. La critique Pamela Clemit résiste à une lecture purement autobiographique. Elle soutient que Mathilda est une nouvelle savamment conçue, déployant une narration confessionnelle non fiable dans le style de son père William Godwin, ainsi que le schéma de poursuite utilisé par lui dans son Caleb Williams et par Mary Shelley elle-même dans Frankenstein. L’éditrice de la nouvelle en 1959, Elizabeth Nitchie, souligne des défauts tels que « la verbosité, l'intrigue lâche, la caractérisation quelque peu stéréotypée et extravagante » mais fait l'éloge d'un « sens du personnage et de la situation et d'un phrasé souvent vigoureux et précis ».
Le récit peut être considéré comme une métaphore de ce qui se produit lorsqu’une femme naïve suit son cœur tout en dépendant de bienfaiteurs masculins.
Matilda est aussi considérée comme un exemple d'œuvre redéfinissant les codes des récits gothiques féminins. Une caractéristique importante de cette redéfinition est généralement le fait que les narratrices y ont plus d’agentivité que d'habitude à l’époque. Selon Kathleen A. Miller, « bien que la nouvelle de Shelley semble suivre le récit gothique féminin conventionnel de la jeune femme victime du désir incestueux de son père, elle laisse ouverte la possibilité que c'est Mathilda, en fait, plutôt que son père, qui contrôle le scénario gothique du roman. » Potentiellement, Mathilda pourrait être perçue comme un modèle à suivre dans la littérature du XIXème siècle, puisqu’elle triomphe de l’autorité parentale et refuse de se conformer aux pratiques communément admises pour les personnages féminins dans la littérature de l'époque. Cette redéfinition se manifeste de diverses manières : Mathilda refuse de nommer son père ; sa voix est la principale source d’information pour le lecteur ; l’histoire ne se conclut pas par un mariage, ce qui était pourtant la norme dans la littérature gothique féminine.

## Publication
Mary Shelley envoie le manuscrit de Mathilda terminé à son père William Godwin en Angleterre, afin qu’il soit publié. Bien qu'il admire certains aspects du roman, il trouve le sujet de l’inceste « dégoutant et détestable ». Malgré les demandes répétées de sa fille, il ne lui renvoie pas le manuscrit. Lorsque Percy Shelley périt par noyade en Italie, elle en vient à considérer le roman comme prémonitoire. Elle se décrit avec Jane Williams, lors du voyage précipité vers Livourne dans l’espoir de retrouver leurs maris vivants, comme « se dirigeant (comme Matilda) vers la mer pour savoir si nous devions être à jamais condamnées au malheur. »
En 1959 seulement, le roman sera publié par Elizabeth Nitchie à partir de documents dispersés. C'est aujourd’hui l’une des œuvres les plus célèbres de Mary Shelley après Frankenstein.

## Éditions françaises
- Mathilda, traduit de l’anglais par Marie Françoise Desmeuzes présentation de Nadia Fusini, 1984, 216 p,  (ISBN 9782721002525)